# Laurent Roth
Pour les articles homonymes, voir Roth.
Laurent Roth, né à Paris le 22 avril 1961, est un auteur, réalisateur, scénariste et acteur français.

## Biographie

### Famille
Laurent Roth est le fils de Paul Roth (1924-2023), médecin généraliste ayant exercé sa carrière à Boulogne-Billancourt, survivant des camps d’Auschwitz et Buchenwald, et de Françoise Rochet (1931-2004), docteur en chirurgie dentaire et professeur des Universités, issue d’une famille d’industriels propriétaires de la marque Hurtu.
Il passe toute sa scolarité à Boulogne et fréquente le Lycée Jacques Prévert, où il aura pour condisciples Mathieu Riboulet et Frédéric Taddeï, avec qui il développe de nombreuses activités extrascolaires (ciné-club, club des droits de l’Homme).
Il a trois fils avec Patricia Vautier, professeur de lettres, dont il divorce en 2015 : Joannès né en 1994, compositeur, Simon né en 1996, comédien et metteur en scène, et Joseph né en 2000, batteur.

### Formation et débuts dans le monde du cinéma
Après trois années passées en classes préparatoires littéraires au Lycée Henri IV, il est admissible à l’ENS-Ulm en 1982 – major en philosophie – mais échoue à une place près au concours d’entrée.  Il échouera de même au dernier tour du concours d’entrée à l’IDHEC en 1983, et décide de profiter de son service militaire pour se former au métier de cinéaste au sein de l’Établissement cinématographique et photographique des Armées. Il termine ses études universitaires par une maîtrise de philosophie esthétique avec Jean-François Lyotard à l’Université Paris 8,.

### Carrière de réalisateur
En 1984, il réalise un premier court-métrage de fiction en 16 mm, Marie ou le retour, qui est également pour Sophie Maintigneux l'une de ses toutes premières collaborations comme directrice de la photographie. Dans cette fable familiale de l'attente et de l'absence paternelle, Laurent Roth revendique l'influence de Philippe Garrel, dont il a découvert l'œuvre lors de la rétrospective qui lui est consacrée au Studio 43 en 1983.
A l’issue du tournage de Marie ou le retour et avec un reste de pellicule inutilisée et la même équipe, il réalise un autre court-métrage, documentaire cette fois-ci, Henri Alekan, des Lumières et des Hommes, consacré à la carrière et à l'œuvre d'Henri Alekan, directeur de la photographie de La Bataille du rail de René Clément, de La Belle et la Bête de Jean Cocteau ou encore de Les Ailes du Désir de Wim Wenders. Laurent Roth rencontre l'illustre chef-opérateur alors qu’il met sous presse son livre somme : Des Lumières et des Ombres. Henri Alekan parle ici de son métier comme s’il venait de le découvrir : des surréalistes à Wim Wenders, l’homme au luxmètre passe en revue cinquante ans d’inventions techniques, mais revendique aussi un cinéma de l’imaginaire, comme celui des films de Cocteau ou de Raoul Ruiz, où Alekan se révèle comme un sculpteur de la lumière.
Laurent Roth apprend le métier d’assistant-réalisateur de 1984 à 1986 au sein de l'Établissement cinématographique et photographique des Armées qui lui confie à la fin de son service militaire un premier film de commande, Les Yeux Brûlés qui aura une importance décisive dans sa carrière. Pour la première fois, il mêle fiction et documentaire sur un sujet brûlant : celui des reporters de guerre de l'armée française, ayant opéré en Indochine et en Algérie. Tourné en 35 mm à l'aéroport de Roissy, le film confie le rôle de l'enquêtrice à Mireille Perrier qui vient d'être révélée par Boy meets girl de Leos Carax et Elle a passé tant d'heures sous les sunlights de Philippe Garrel. L'actrice, candide et désarmée, questionne avec insistance les anciens du Service Cinématographique des Armées, certains devenus célèbres comme Raoul Coutard, Marc Flament et Pierre Schoendoerffer. Raymond Depardon, ancien de la revue TAM, participe au projet et donne sa voix pour le commentaire du film. Projeté en soirée de gala devant l’état-major de l’armée française, les ministres de la Culture et de la Défense de l’époque, Les Yeux brûlés commence alors son destin controversé. Le film est salué d’entrée de jeu comme un « étrange film » par Serge Daney, et le critique de Libération de questionner la posture du réalisateur « comme si Roth ne lâchait plus l’os métaphysique que l’Armée elle-même semble avoir renoncé à ronger depuis longtemps. Os bazinien dans lequel il n’est d’image que faite "en co-production" avec la mort ». Serge Daney souligne la singularité de ce film sorti de son orbite à la fois institutionnelle, mais aussi esthétique : « Les Yeux Brûlés, brûlé en tout cas par son sujet, est autre chose qu’une commande simplement détournée. C’est, chose troublante, une commande retournée au commanditaire avec accusé de réception ». La forme baroque du montage et sa méthode d’interviews déstabilisante vont susciter le rejet des Yeux brûlés par l’institution, et le film est retiré de la diffusion après le départ à la retraite du capitaine de vaisseau Max Guérout qui en était le commanditaire. Restauré en 2015 par le CNC à l'occasion du centenaire de l'ECPAD, le film est finalement sélectionné au Festival de Cannes dans la sélection officielle Cannes Classics, en 2015 après trente ans de mise au placard. Le film sort en salle le 11 novembre 2015 et connaît un vif succès critique.
Le réalisateur poursuit son exploration de la frontière entre documentaire et fiction avec Modèle depuis toujours  en 1988, L'Impromptu de Jacques Copeau en 1993.
Dans Modèle depuis toujours, un modèle professionnel témoigne à partir de deux séances de pose, l’une collective, l’autre individuelle : Claire-Marie Magen dit ce qu’elle vit, craint, espère, ce qu’elle souhaite donner lorsqu'elle s'offre nue au regard de l'artiste. Claire-Marie Magen est filmée par Laurent Roth lui-même, pour la première fois à la caméra : à l'Académie de la Grande Chaumière à Paris 6e ; et en privé et en plein air avec le peintre Michel Lascault à Mons-en-Montois (Seine-et-Marne). Dans ce film, Claire-Marie Magen dit en voix off une partie de son texte "Modèle depuis toujours" qu'elle avait écrit au préalable, et qui témoigne de sa vie de modèle depuis l'enfance. Le critique d’art André Parinaud salue dans ce court-métrage « la fraîcheur et le ton-vérité » en lui remettant le Prix spécial du jury du Festival international du film d’art.
Jeu théâtral filmé, alternant avec des documents d’archives, L’Impromptu de Jacques Copeau, diffusé sur Arte, mélange les genres. Un studio plongé dans l'obscurité, un tréteau nu, quatre chaises, une table, un magnétophone, un projecteur, quelques livres et photos : voici les éléments de la machine à mémoire de l'Impromptu de Jacques Copeau. En régisseur replié dans les gradins, Laurent Roth dirige quatre comédiens (dont Catherine Dasté et Marie Rivière) qui interprètent les textes que le personnage de Jacques Copeau a laissés sur la scène. À la mise-en-scène théâtrale viennent s'ajouter la voix du dramaturge (enregistrée pour la radio en 1945) et des images d'archives.

Depuis 2003, Laurent Roth entame un cycle de films où il se met lui-même en scène, qu'il qualifie de "fantaisies documentaires", avec notamment Une maison de Famille en 2004 et J'ai quitté l'Aquitaine en 2005, qui exploitent la même matière filmée dans deux versions différentes. Le premier est diffusé sur France 2, le deuxième sur France 3 Aquitaine. J'ai quitté l'Aquitaine est une fiction documentaire où le réalisateur joue son propre rôle, un rôle décalé qui lui permet d'interroger les membres de sa famille. À l'aide d'un jeu de construction pour enfant, il propose à chacun de reconstituer le domaine familial du Cap-Ferret tel qu'il persiste dans leur esprit et interroge ainsi la part d'enfance qui subsiste en chacun d'eux. Un article consacré au film dans le journal quotidien Le Monde en propose ce résumé : « Cette fiction du réel, généreuse et sensible, explore ainsi l’univers de la réminiscence, avec ce qu’il charrie de crispation, de doute et de solitude. Les vieilles rancœurs succèdent aux rires joyeusement remémorés pour parfois atteindre la plus cinglante franchise. Dès lors, ce passé commun, successivement exhumé, souligne avant tout la singularité des histoires. "Comment vivre ensemble ?" : c’est la question que pose la conjonction de ces différents récits. Esprit de famille es-tu là ? »  

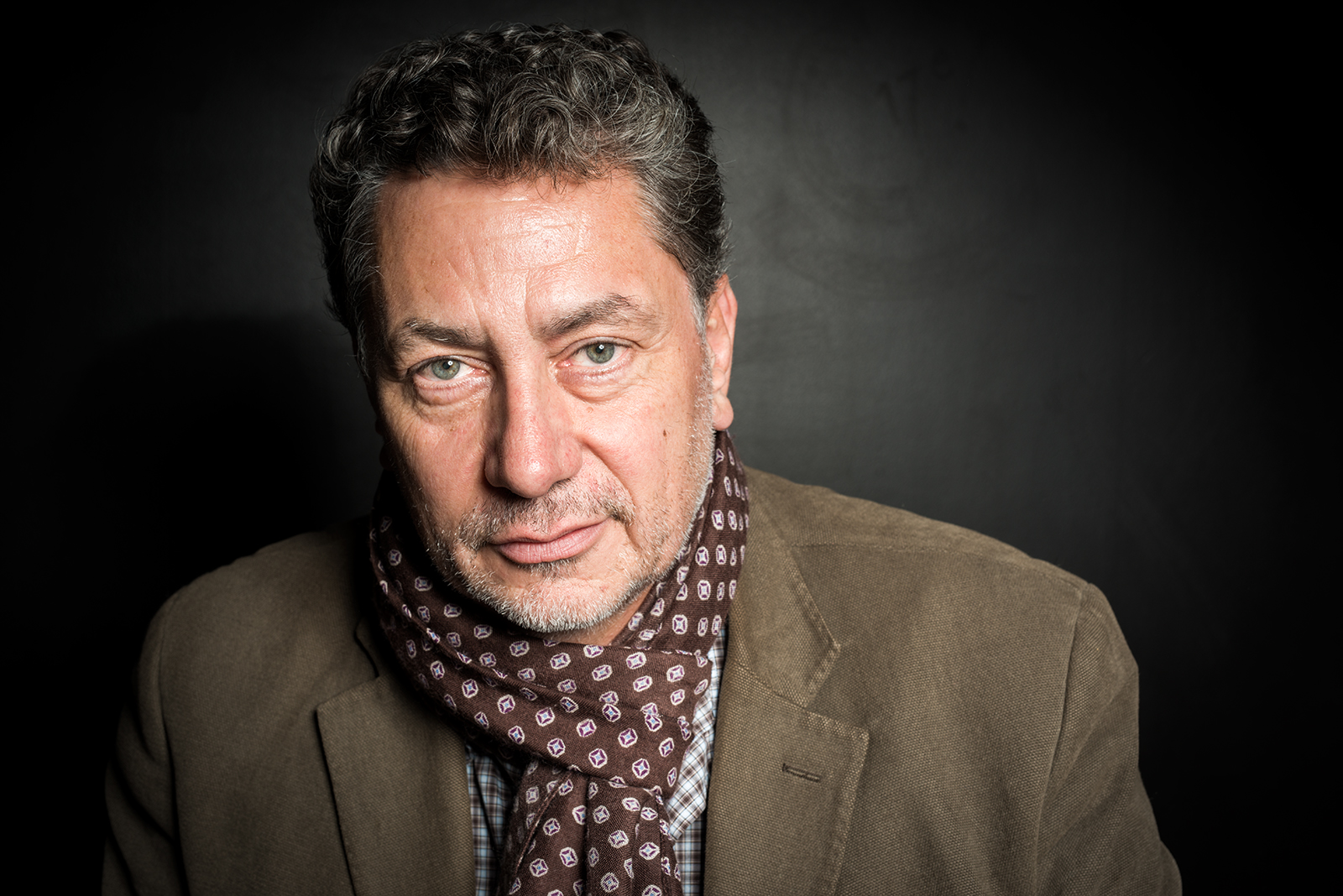
Laurent Roth lors du Festival Lumiere 2015 au cinéma Comœdia Lyon.

En 2009 est édité le film Ranger les photos', coréalisé avec Dominique Cabrera en 1998, un court-métrage documentaire tourné-monté, également consacré à la mémoire familiale et ce qu'il en reste dans les photos de famille, celles de Dominique en l'occurrence : c'est l'occasion pour la réalisatrice d'aborder ces thèmes de l'intime qui lui sont favoris et que l'on retrouve dans Demain et encore demain et Grandir, ses deux films autobiographiques. La photographie occupe dans Ranger les photos la place privilégiée d’un objet de mémoire originel, inlassablement questionné par les deux cinéastes en présence, ce que commente le critique Yann Lardeau : « Oublié lui-même dix ans au fond d’un tiroir, Ranger les photos, film à quatre mains, est comme ces albums-photos que Dominique Cabrera sort d’un vieux carton poussiéreux : un arrêt du temps, l’empreinte d’un dépôt du temps, où l’image, qu’elle soit animée ou fixe, photographie devenant film ou film se figeant en photo, peut se questionner dans son rapport au plus intime du cinéaste, là où il cesse (ou commence) d’être cinéaste. »
À la suite de l'écriture de la pièce La Joie lors d'une résidence au Centquatre, Laurent Roth réalise Écoute, Israël (en 2014) et La Joie (en 2015) avec Mathieu Amalric, seul dans le premier film et avec Mireille Perrier dans le second, dans une mise en scène minimaliste: les deux acteurs lisent un texte écrit par le cinéaste, assis à une table sur la scène du théâtre du Rond-Point. Laurent Roth filme la lecture à deux caméras et dans un clair-obscur qui rappelle l'esthétique de l'Impromptu de Jacques Copeau. Seules quelques brèves images d'un voyage en Israël durant la première Intifada viennent interrompre cette étude des comédiens au travail où s'invitent peu à peu des éléments de fantastique. Une fois encore le réalisateur pratique le mélange des temps et des genres, ce que souligne la critique d'art Pascale Cassagnau : « Laurent Roth filme la lecture en isolant par l'ombre les deux visages, déréalisant les données du récit qui brouille ainsi les coordonnées temporelles logiques. C'est dans la cabine d'un avion entre Paris et Tel-Aviv que se situe petit-à-petit l'action, alors que l'on apprend que la dépouille du père du personnage incarné par Mathieu Amalric repose dans la soute de l'avion. La construction narrative du récit renverse l'ordre logique du temps, qui prend son origine le jour d'après, à l'horizon d'un crash à venir. La singularité du film tient à sa nature de théâtre radiophonique filmé, porté par un dispositif scénique qui met en exergue la lecture et non la déclamation ou la récitation. »
À l'occasion de la sortie en DVD de son premier long-métrage Les Yeux brûlés le 5 décembre 2017, Laurent Roth réalise Pierre Schoendoerffer, La Peine des hommes, intégrale de l'entretien de Pierre Schoendoerffer avec Mireille Perrier lors du tournage de Les Yeux brûlés, reconstitué d’après les rushes sonores du film : l’auteur de la 317e section et du Crabe-tambour y commente avec passion le métier de la guerre, l’art de la filmer et le sort de son frère d’armes Jean Péraud disparu à Diên Biên Phu. En conclusion, un montage d’archives présente la libération de Pierre Schoendoerffer au milieu des soldats français prisonniers du Vietminh durant l’été 1954. Ce travail pionnier en matière de restauration d’archive film au moyen de la seule  bande son (avec images travaillées au ralenti et non synchrones) donne un effet fantomatique à la présence de Pierre Schoendoerffer, et une efficacité spectaculaire au film que le critique Emmanuel Chicon qualifie en ces termes : « L'objet qui en surgit tient d'une stase – au sens physiologique – qui vient questionner l'art viril de la guerre comme sa part d'ombre, incommunicable. »
Une autre édition DVD suit, cette fois-ci par La Huit Production, en 2019. Laurent Roth – Courts-métrages : l’Intégrale réunit de nombreuses contributions : une filmographie commentée, illustrée de photos de tournage inédites, un entretien avec la cinéaste et complice Dominique Cabrera, et un texte d’ensemble de l’écrivain Yannick Haenel, qui, à travers l’hétérogénéité des matériaux souligne l’unité spirituelle des films du cinéaste : « Le cinéma de Laurent Roth se déploie à travers l'approfondissement d'une même question anxieuse, d'un « beau souci » toujours recommencé : Marie ou le Retour, Ave Maria, Modèle depuis toujours, Ranger les photos, Une Maison de famille, J'ai quitté l'Aquitaine, Écoute, Israël, La Joie et Le Pays fantôme sont autant d'étapes sur le chemin d'une libération de la parole et de fragments pour l'invention d'un chant. Alors, cinéma de poésie ? Plus précisément : cinéma du chant intérieur. » L’auteur relève aussi la tension messianique à l’œuvre dans l’imaginaire du réalisateur de L’Emmuré de Paris: « Celui qui glane ce qui reste, c'est le cinéaste ; c'est lui : Laurent Roth. L'Histoire tente d'ensevelir les étincelles de la joie, mais les glaneurs nous donnent à voir ce qu'ils sauvent des débris du temps. Leur cueillette est le monde. »
Le critique Olaf Möller du magazine Sight and Sound publié par le British Film Institute classe cette édition parmi les 10 meilleurs DVD de l’année 2019. Ce travail anthologique est aussi l’occasion d’un colloque consacré au cinéaste par l'Université de Lyon 2 en novembre 2019.
Laurent Roth a ajouté un nouvel opus à ce coffret DVD, à partir d’une bobine trouvée sur EBay : c’est Le Pays fantôme, film minimaliste qui fait bientôt le tour des festivals, remportant la Mention du Grand Prix Docs En Courts. Le jury y voit « un bel exercice littéraire oulipien, un travail sur l’archive anonyme qui se transforme en variations mémorielles avec l’invention de souvenirs imaginaires qui relèvent du personnel et du collectif. Des variations qui se font aussi musicales, dans la dynamique d’une progression de l’ambiance sonore qui accompagne celle des séquences du film. »
En 2019, Laurent Roth travaille à une trilogie consacrée au cinéaste israélien Amos Gitaï produite par l’INA composée de : Amos Gitaï, la Violence et l’histoire ; Amos Gitaï, Yitzhak Rabin, Gestes de mémoire ; et Haïfa la Rouge,. Le deuxième volet (59’) de cette trilogie est diffusé sur Canal+ et France 3 Corse en octobre 2020. Le dispositif est simple : un studio dans le noir, un grand écran plasma et deux regards côte à côte, celui d’Amos Gitaï et celui de Laurent Roth, en dialogue autour des extraits d’une œuvre où la fiction et le documentaire sont en confrontation constante. Filmé à trois caméras et conçu comme une visite d’atelier, ce portrait met en œuvre une réflexion sur les débuts d’Amos Gitaï, avec notamment la trilogie de La Maison (House), puis sur l’ensemble des œuvres dédiées à Yitzhak Rabin, auquel Gitaï a consacré inlassablement fictions, documentaires, expositions, performances théâtrales, dénonçant sans relâche les dérives sectaires de la société israélienne : ce geste de mémoire, évoluant obsessionnellement autour du même motif, est « unique dans l’histoire du cinéma » selon Laurent Roth. La version longue de la trilogie est présentée en première mondiale au Festival International du film de Rotterdam en 2020, et saluée par la presse. Ainsi Malik Berkati souligne que « cet essai-documentaire a une particularité rare, celle de ne pas cacher les aspérités et les difficultés dans l’échange entre les deux protagonistes, ce qui confère à Amos Gitaï, la Violence et l’Histoire une sincérité et une tension qui offrent du suspense à un sujet qui devrait en être dépourvu. » Antoine de Baecque de son côté n’hésite pas à parler « d’ordalie documentaire. » Dans l’étude qu’il consacre à la trilogie, l’historien et essayiste poursuit : « Il faut en effet à la fois venger Rabin en révélant le grand coupable : ce climat de haine et de sédition contre le Premier ministre qui a armé le bras du meurtrier. Mais aussi préserver la complexité du sens, sa pluralité, son échappée, voire la poésie de ce qui est échangé entre les deux hommes. Constamment sur la brèche, Roth et Gitaï choisissent le risque autant que la connivence : le risque grâce à la confrérie incendiaire de la pensée, des mots et des images. » Cette trilogie pousse à l’extrême le cinéma de Roth comme dialectique de la conversation : on retrouve dans ces trois films ce côte-à-côte risqué qu’il avait inauguré avec ses tout premiers films, Henri Alekan, des Lumières et des hommes et Les Yeux brûlés.

### Carrière de scénariste
Scénariste du long-métrage Ni ange ni bête, avec la collaboration de Jean-François Goyet en 1990, il est ensuite boursier de Beaumarchais pour le scénario co-écrit avec Jean-Daniel Pollet pour son film Ceux d'en face en 2000. Il a depuis collaboré à l’écriture de plusieurs longs-métrages, dont Fragments sur la grâce de Vincent Dieutre en 2006, Le Beau Dimanche de Dominique Cabrera (2007), ou encore  Stalingrad Lovers de Fleur Albert (2014) et Le Rappel des oiseaux de Stéphane Batut (2015).

### Théâtre et opéra
Il a également signé le livret de l’opéra de Jean-Christophe Marti L'An un, créé par l’Ensemble Musicatreize en 2001 et de son oratorio Bar Iona, créé par Laurence Equilbey en 2002. Boursier de Beaumarchais pour l’opéra-vidéo Miniane, l'été 39 avec le soutien du Forum des Images et de la Fondation pour la Mémoire de la Shoah.
Pour le théâtre, il écrit Hors-jeu (Théâtre des Quartiers d'Ivry, 1990), Mèrefontaine (Rencontres Jacques Copeau, 1991), La  Chose (créée par Mathieu Amalric et Mireille Perrier en 2008) et  La Joie  (créée par Mathieu Amalric et Mireille Perrier en 2010). La Chose fait l'objet d'une diffusion sur France Culture et Arte Live web, commentée par la critique Eléonore Colin qui voit dans ce monologue à deux voix un témoignage de l’apprentissage surhumain de la résilience à la Shoah: "Jamais le mot n’est prononcé. Ce sera « La Chose », comme l’abstraction terrible de l’inénarrable qui n’a jamais cessé de « s’inviter à la table » de l’existence de son auteur, le cinéaste et critique Laurent Roth, qui l’a dépossédé du bonheur de grandir dans l’insouciance. Nourri de la parole d’autres fils de miraculés, son texte transcende avec une rare poésie l’expérience intime pour lui conférer une universalité stupéfiante, en posant la question de l’invention de soi pour un enfant de rescapés des camps".

### Carrière de critique
Comme critique, il collabore aux Cahiers du cinéma de 1995 à 1997, (rédacteur en chef adjoint en 1995, rédacteur en chef des numéros spéciaux Kiarostami et Nouvelles technologies), puis à France Culture où il a assuré la chronique cinéma de l’émission Staccato de 1997 à 1999. Journaliste de télévision, il joue son propre rôle dans le film monumental de Peter Watkins, La Commune (Paris, 1871).
Il a publié une centaine d’articles et d’essais, et deux livres en collaboration : Abbas Kiarostami et Qu’est-ce qu’une Madeleine ? (sur Chris Marker).
Fondateur et animateur du Ciné-citoyen à Paris XIe, il a été également associé à la programmation de nombreux festivals, dont les États généraux du documentaire à Lussas, Entrevues de Belfort et le Festival international du documentaire de Marseille dont il a été membre du comité de sélection et chargé des rétrospectives (Amos Gitaï, Humphrey Jennings, Peter Watkins), avant que ne lui en soit confiée la direction artistique de 1999 à 2001 autour d’un nouveau projet éditorial : Marseille/Fictions du réel.

## Filmographie

### Acteur

#### Long-métrage
- 1987 : Once more, de Paul Vecchiali: silhouette (danseur et chanteur)
- 2000 : La Commune (Paris 1871), de Peter Watkins : le présentateur de TVN
- 2005 : Fragments sur la Grâce, de Vincent Dieutre : enquêteur
- 2006 : La jeune fille Rachel, de Sylvie Habault et Guy Faucon : un photographe de rue
- 2008 : Je ne suis pas morte, de Jean-Charles Fitoussi : moitié d'ange de Leos Carax
- 2008 : Le Voyage à Alger, d'Abdelkrim Bahloul : Monsieur Ménard
- 2010 : Tournée, de Mathieu Amalric : le commandant de bord d'Air France
- 2018 : La Douleur, d'Emmanuel Finkiel : l'adjoint de Rabier
- 2024 : Trois Amies d'Emmanuel Mouret : le CPE

#### Court-métrage
- 1987 : Les étudiants de l'Ecole des Beaux-Arts de Paris, de Gérard Courant: portrait de groupe n°59
- 2007 : Le Beau dimanche, de Dominique Cabrera : Lo, ange de l'Histoire
- 2008 : La Fonte des Neiges, de Jean-Julien Chervier : Grand Léo
- 2012 : Alan Turing, Le Code de la Vie, de Catherine Bernstein : John Turing
- 2014 : Ôte-toi de mon soleil, de Simon Roth : l'agent immobilier
- 2018 : O Circo do Amor (Le Cirque de l'amour) de Miguel Clara-Vasconcelos : Monsieur Loyal
- 2022 :  Les Sables de Fontainebleau, de Marc-Antoine Vaugeois : Christophe
- 2023 :  L'Angle de nos Poignets, de Rémi Dayre : L'instructeur
- 2024 :  Cinématon, de Gérard Courant: n°3193

### Réalisateur

#### Longs métrages
- 2020 : Amos Gitaï, la Violence et l'histoire  (documentaire, télévision)
- 2020 : La Vie sur terre (film collectif, documentaire, télévision)
- 2022 : L'Emmuré de Paris

#### Moyens métrages
- 1986 : Les Yeux brûlés
- 1993 : L’Impromptu de Jacques Copeau
- 2004 : Une Maison de famille
- 2005 : J’ai quitté l’Aquitaine
- 2015 : La Joie
- 2017 : Raoul Coutard, J'ai pas une tête de mort
- 2017 : Pierre Schoendoerffer, La Peine des hommes
- 2020 : Amos Gitaï, Yitzhak Rabin, Gestes de mémoire
- 2024:  La Ville Comolli (captation)

#### Courts métrages
- 1984 : Marie ou le retour
- 1985 : Henri Alekan, des Lumières et des Hommes
- 1987 : Ave Maria
- 1988 : Modèle depuis toujours
- 2009 : Ranger les photos
- 2014 : Écoute, Israël
- 2015:  Raymond Depardon, naissance d'un photographe (composé de: La Base de Cognac, L'Ecole du Roc, Sa majesté le Rolleiflex)
- 2019 : Le Pays fantôme
- 2020 : Haïfa, la Rouge
- 2021 : La Nymphe Scylla
- 2023 : Le Temps de la moisson
- 2024 : Mauvaise graine
- 2024: Centaure, Centauresses
- 2025: Le Faussaire

### Scénariste

#### Au cinéma
- 2000 : Ceux d'en face, de Jean-Daniel Pollet
- 2005 : Fragments sur la Grâce, de Vincent Dieutre
- 2007 : Le Beau dimanche, de Dominique Cabrera
- 2013 : Stalingrad Lovers, de Fleur Albert
- 2015 : Le Rappel des oiseaux, de Stéphane Batut
- 2015 : Trêve, de Myriam El Hajj (version télévision : Une Saison de chasse)

#### A la télévision
- 2004 : Quand on a que l'amour - Robert Guédiguian cinéaste, de Jean-Pierre Larcher
- 2006 : Heureux qui communiste, de Daniel Cling
- 2013 : Sillons/Sillages, Gérard Pierron mélodiste, de Paul Champart
- 2015 : Révolution Ecole, de Joanna Grudzińska
- 2024 : Tsiganes, le grand silence, de Catherine Bernstein

### Producteur
De 2011 à 2016, Laurent Roth est producteur et directeur artistique au sein de la société Inthemood... implantée à Paris et Montpellier.

#### Producteur délégué
- 2012 : Une Histoire aussi vieille que moi, de François Porcile,
- 2013 : Victor Jara no 2527, d’Elvira Diaz
- 2014 : La Vierge et la Cité, d’Amalia Escriva
- 2015 : Trève, de Myriam El Hajj
- 2015 : Sillons/Sillages : Gérard Pierron, mélodiste, de Paul Champart
- 2015 : Justice pour le Petit Bard, de Carole Chabert
- 2016 : Bernadette Laffont : Et Dieu créa la femme libre, de Esther Hoffenberg
- 2016 : Listen to the Silence, de Mariam Chachia

#### Coproducteur
- 2013 : Alan Turing, Le Code de la vie, de Catherine Bernstein
- 2013 : Visages d’une absente, de Frédéric Goldbronn
- 2013 : Grandir, de Dominique Cabrera
- 2013 : Un Voyageur, de Marcel Ophüls
- 2014 : Nous irons vivre ailleurs, de Nicolas Karolszyk
- 2014 : Trois cents hommes, de Aline Dalbis et Emmanuel Gras
- 2014 : Territoire de la Liberté, d’Alexander Kuznetsov
- 2014 : Icaros, de Pedro Gonzalez-Rubio
- 2016 : Parle-moi encore, de Jean-Paul Fargier

## Publications

### Essais
- 1997 : Abbas Kiarostami, éditions des Cahiers du cinéma.
- 1997 : Qu'est-ce qu'une Madeleine (en collaboration avec Raymond Bellour), à propos du CD-ROM “Immemory” de Chris Marker, éditions du Centre Georges-Pompidou.

### Recueils de poésie
- 1989 : Les Narcisse. Sur des photographies de Vincent Godeau, mai de la Photo.
- 1989 : Mère et fils. Sur des photographies de Vincent Godeau, Galerie Agathe Gaillard.
- 1990 : Modern Reisen. Sur des photographies de Vincent Godeau.
- 1990 : Lettre à J.-L. M. Avec une gouache de Pierre-André Benoit, La Balance.
- 1990 : Le Prêche aux oiseaux. Avec quatre lithographies de Philippe Garouste, La Balance.
- 1991 : Nuit bleue. Avec une lithographie d’Annick Blavier, La Balance.
- 1991 : La Source. Avec deux linogravures d’A.-R. Meeks, La Balance.
- 1991 : Confiance. Avec une encre d’Eléonore Pirroneau, La Balance.
- 1997 : Le Rêve. Avec quatre lavis-litho de B.-G. Lafabrie, Imprimerie d’Alsace-Lozère.
- 1998 : Sept billets d’Apocalypse. Avec sept lavis-litho de B.-G. Lafabrie, Imprimerie d’Alsace-Lozère.

### Textes de théâtre
- 1991 : Hors-Jeu, (Pour le Théâtre des Quartiers d’Ivry).
- 1991 : Mèrefontaine (Pour les "Rencontres Jacques Copeau").
- 2007 : La Chose, avec Mathieu Amalric et Mireille Perrier (Produit par le Musée d'Art et d'Histoire du Judaïsme, Le Centquatre, et le Théâtre du Rond-Point. Diffusée sur France Culture et Arte Live Web).
- 2010 : La Joie, avec Mathieu Amalric et Mireille Perrier (Produit par le Musée d'Art et d'Histoire du Judaïsme, Le Centquatre, et le Théâtre du Rond-Point).

### Livrets d'opéra
- 2003 : L’An Un, ou La découverte du Ciel, opéra de chambre de Jean-Christophe Marti, d’après La Découverte du Ciel de Harry Mulisch, éditions Jobert.
- 2003 : Bar Iona (le reniement de Pierre), oratorio de Jean-Christophe Marti, éditions Jobert.

## Distinctions

### En tant que réalisateur
- Modèle depuis toujours (1988) obtient le Prix spécial du jury au Festival international du Film d’art de Paris ainsi que le "Certificate of merit" au Festival international du film de Chicago, en 1989.
- J'ai quitté l'Aquitaine (2005) obtient le Prix de la Création au Festival Traces de Vie 2005 et est nommé aux Étoiles de la Scam 2006[35].
- Les Yeux Brûlés est présenté au festival de Cannes 2015 en sélection officielle, dans la catégorie Cannes Classics[10].
- Pierre Schoendoerffer, La Peine des hommes (2017) est finaliste au Prix institutionnel de la Scam 2018 et nommé « Best foreign language documentary » et « Best foreign language director » à l’ International Filmmaker Festival de Milan 2018
- Le Pays fantôme (2019) est distingué par la Mention du Grand Prix du Festival Doc en Courts de Lyon en 2019.

### En tant que scénariste
- Nommé au Grand Prix du Meilleur Scénariste pour Ni Ange Ni Bête en 1990.
- Ceux d'en face obtient le Léopard d’or “hors concours” au festival de Locarno en 2000.
- Fragments sur la grâce de Vincent Dieutre est sélectionné en compétition officielle au festival de Locarno en 2006.
- Lauréat du Prix Découverte audiovisuel de la Scam pour le scénario du film Une Saison de chasse de Myriam El Hajj en 2016.

### Distinctions académiques
Laurent Roth obtient le Premier Prix départemental du Concours scolaire de la Résistance et de la Déportation en 1979.
Il est Lauréat national du Concours scolaire de la Résistance et de la Déportation en 1980.

### Décoration
- Chevalier de l'ordre des Arts et des Lettres (promotion du 14 juillet 2004).